# Rožnov pod Radhoštěm

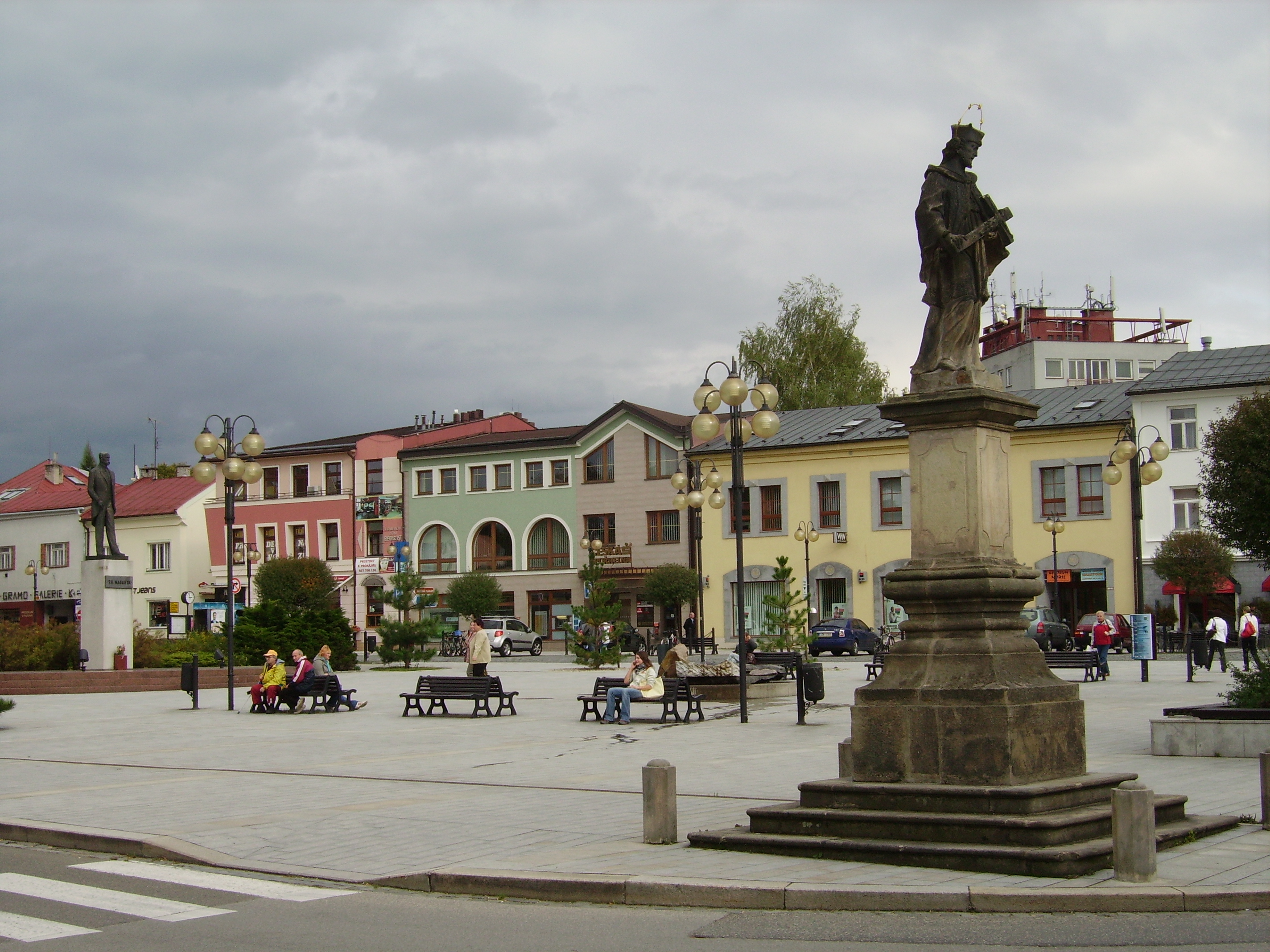
Rožnov pod Radhoštěm

Rožnov pod Radhoštěm (deutsch: Rosenau unter dem Radhoscht) ist eine Stadt mit 17.276 Einwohnern im Osten von Tschechien. Sie liegt an der Europastraße 442 etwa 22 km von der Grenze zur Slowakei entfernt auf einer Höhe von ca. 380 m n.m.. Rožnov gehört dem Bezirk Vsetín an und liegt an der Rožnovská Bečva; auf drei Seiten umgibt Wald den Ort. Östlich befindet sich der Radhošť (Radhoscht) mit einer Höhe von 1192 m n.m., ein Teil der Mährisch-Schlesischen Beskiden. Nächste größere Stadt ist das nördlich gelegene Ostrava (Mährisch Ostrau).

## Geschichte
Urkundlich wurde die Stadt erstmals im Jahre 1267 erwähnt. Die Burg Rosenau (Burg Rožnov) wurde auf der Anhöhe Hradisko beim Weiler Hradisko, 2 km südwestlich von Rožnov, errichtet. Von ihr blieben nur Ruinen.
Schon Mitte des 19. Jahrhunderts war Rosenau ein bekannter Luftkurort.
Im Jahre 1980 wurde die 1960 aus dem Zusammenschluss der Dörfer Hážovice (Haschowitz) und Tylovice (Tillowitz, älter Tillendorf) gebildete Gemeinde Rysová eingemeindet und aufgelöst.
Bis zur politischen Wende im Jahr 1989 war die Stadt durch das Elektronikkombinat Tesla geprägt, das der Hauptarbeitgeber für Rožnov und seine Umgebung war. Nach der Einführung der Marktwirtschaft ging der Großbetrieb „Tesla“, dessen Hauptabnehmer zuvor die Ostblockstaaten und insbesondere die Sowjetunion gewesen waren, ein. Dadurch kam es zu hoher Arbeitslosigkeit. Aus einigen TESLA-Betrieben gründeten sich neue Firmen, die die Tradition des einstigen Werkes fortsetzten. Relativ neu sind Fertigungsstätten für Solarmodule und Solarzellen. Weiterhin siedelten sich in Rožnov und Umgebung Zweigbetriebe von Bosch, Siemens, Brose und Motorola an.
In Rožnov stehen eine Schwimmhalle, mehrere Freibäder, ein Campingplatz sowie Tennis- und Golfanlagen zur Verfügung. Für den Wintersport sind Skilifte und Loipen vorhanden.
In der Stadt befindet sich außerdem das 1957 errichtete Skiareal Na Bučiskách, das aus drei Klein- und einer Mittelschanze besteht.

## Walachisches Freilichtmuseum
Einer der bekanntesten Anziehungspunkte in Rožnov ist das Walachische Freilichtmuseum (Valašské muzeum v přírodě), in dem die aus verschiedenen Orten stammende walachische Volksarchitektur gesammelt wurde und das Leben der Menschen in der früheren Zeit darstellt. Ein Teil des Museums liegt im Stadtpark. Dort finden sich mehrere im Laufe der Jahre umgesetzte Holzhäuser, die seinerzeit das Gros der Gebäude in Rožnov darstellten. Neben Wohnhäusern sind auch eine Kirche, eine Schule und Gaststätte zu besichtigen.
Direkt daneben befindet sich der Mühlenkanal, an welchem alte handwerkliche Tradition, wie Mühlen, Schmieden und andere Handwerksbetriebe gezeigt wird. Weiter oberhalb am Radhošť wurden in Pustevny am Ende des 19. Jahrhunderts durch Dušan Jurkovič schmuckvolle Schrotholzbauten mit walachischen Stilelementen errichtet. Durch diese beiden Museumsteile erfolgen Führungen in der Landessprache.
Der legendäre Langstreckenläufer Emil Zátopek („Die tschechische Lokomotive“) wurde im Jahr 2000 hier auf dem Ehrenfriedhof „Valašský Slavín“ bestattet.

## Partnerstädte
- Bergen, Deutschland
- Považská Bystrica, Slowakei
- Śrem, Polen

## Persönlichkeiten
- Melanie Molitor (* 1957), Schweizer Tennistrainerin